# NGC 2485
NGC 2485 este o galaxie spirală situată în constelația Câinele Mic. A fost descoperită în 25 martie 1864 de către Albert Marth.